# Rio Gutuna
O Rio Gutuna é um rio da Romênia, afluente do Miniş, localizado no distrito de Timiş.